# مرادآباد (مقاطعة فيروزآباد)
مرادآباد (بالفارسية: مرادآباد) هي قرية تقع في قسم خواجه‌اي الريفي في إيران. يقدر عدد سكانها بـ 564 نسمة بحسب إحصاء 2016.